# Northia (divinità)
Northia è una divinità romana, dea del fato e della sorte. Non sono conosciute le sembianze che i romani avevano dato a tale divinità, non essendo giunto sino ai nostri giorni alcun manufatto riferito a tale dea.

## Origine
Il nome Northia è stato latinizzato e deriva da un'omologa divinità etrusca. Tracce di tale devozione sono state trovate a Volsinii.

## Devozione
Nell'antica Roma, i devoti erano soliti piantare un chiodo, ogni anno, nella parete del tempio di Giove Ottimo Massimo. Ciò a simboleggiare il passare del tempo e, simbolicamente, il termine del proprio destino.